# アフトヴァース
アフトヴァース（ ロシア語: АвтоВАЗ, 英語: AvtoVAZ）は、ロシア連邦最大の自動車メーカー。サマラ州トリヤッチ市に本社を置く。日本語ではアフトワズ、アフトバスとも表記される。現在はラーダブランドで製造および国内外での販売を行っているが、元々は海外向けのブランドであり、旧ソビエト連邦内ではVAZ（ヴァズ）やZhiguli（ジグリ）のブランドが使用されていた。
2014年6月にルノー・日産が経営権を取得しており、
ルノーおよび日産、ダットサンブランド車の製造も行われる。
2017年にはロシア国内で約31万台を販売。ドイツやハンガリー、中国、ヨルダン、キューバなど約30カ国に2万4000台を輸出した。

## 歴史

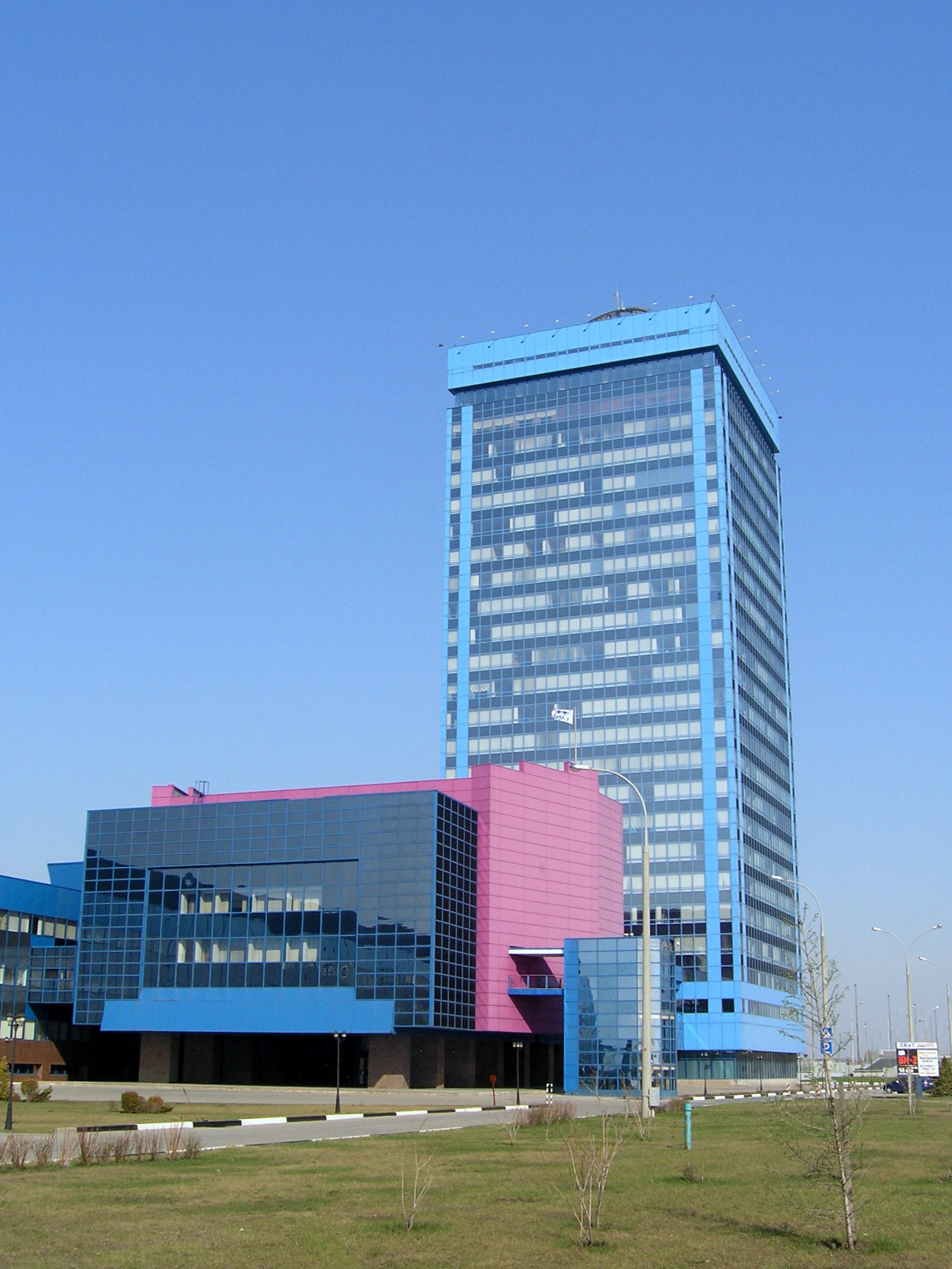
トリヤッチのアフトヴァース本社ビル

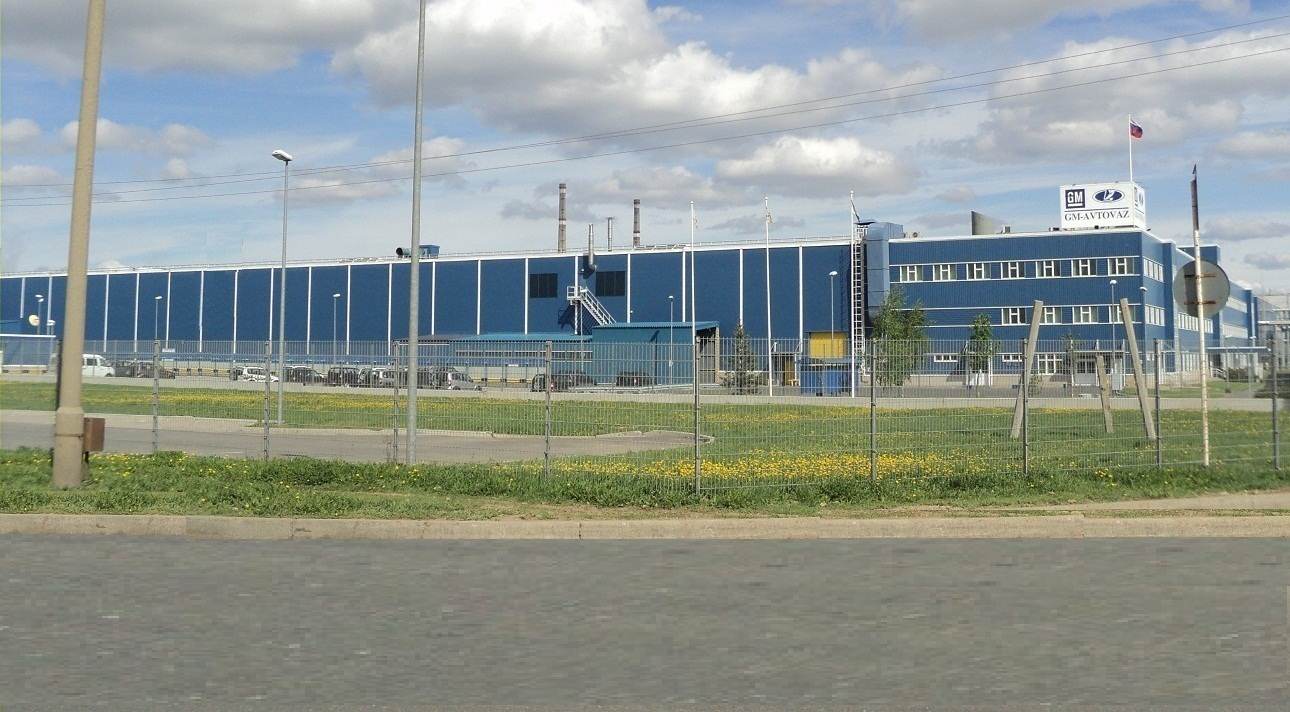
GM-アフトヴァース

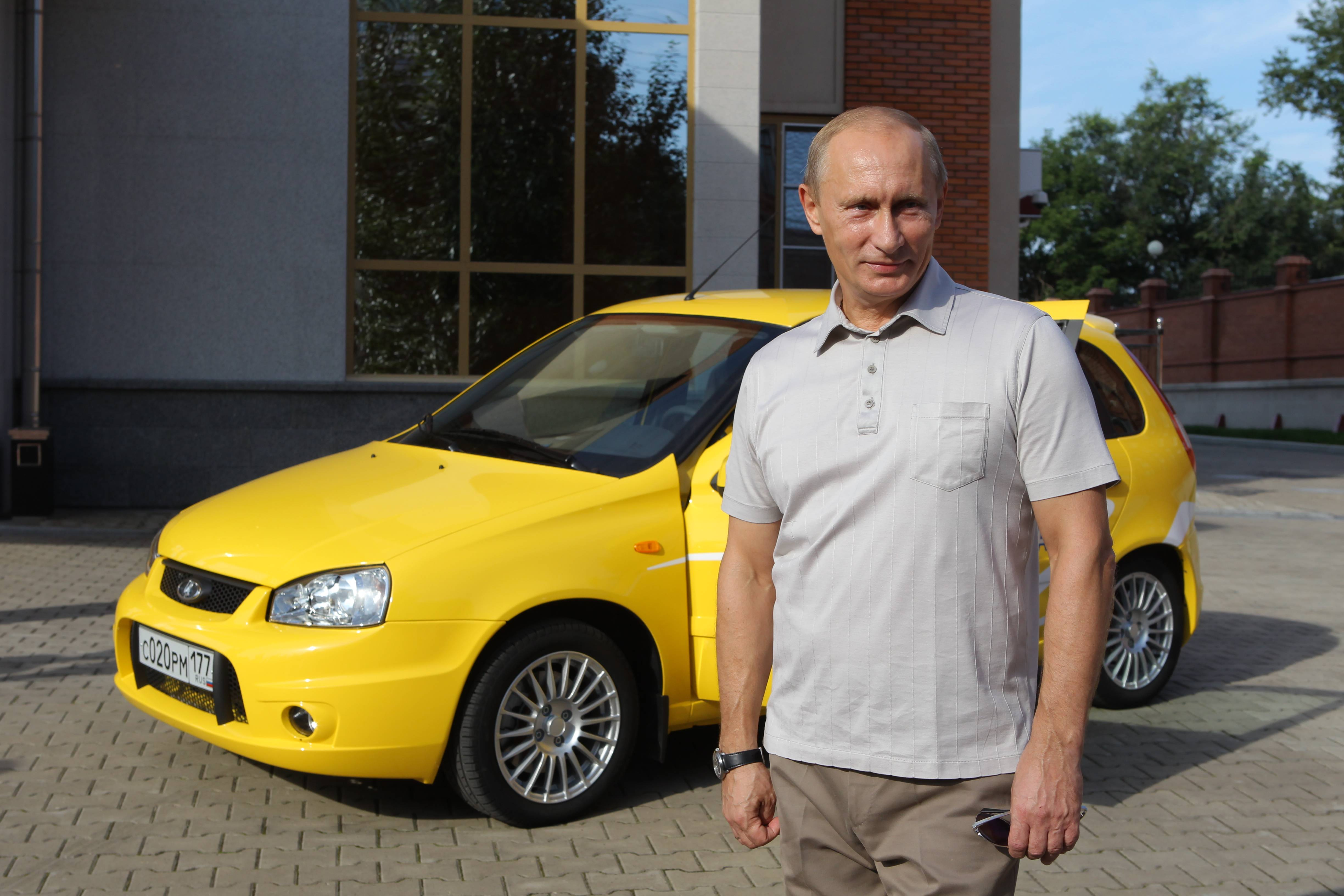
2010年、ラーダ・カリーナを試乗するウラジーミル・プーチン

1966年にイタリアのフィアット社との協力でヴォルガ川畔のトリヤッチにヴァース（VAZ＝Volzhsky Avtomobilny Zavod、英文 Volga Automobile Works ＝ ヴォルガ自動車工場）として建てられた。
なお、アフトヴァースはソビエト連邦の崩壊前のVAZ（ヴォルガ自動車工場）時代にロータリーエンジンを製造して、交通取締用のパトカーなど、官公庁向けの市販車両に搭載していた事が近年になって知られるようになった。1974年から2002年ごろまでロータリーエンジン搭載車両が販売されていたが、冷戦時代にNSUやマツダへのライセンス料（工業所有権使用料）を支払わずに生産を行っていた関係で、現在メーカーも表立ってロータリーエンジンの存在をアピールしておらず、ロシア語という言語の壁もあり西側英語圏諸国も含めて、ロシア国外へは未だにその全容が十分に伝わってきていないのが現状である。
2001年、ゼネラルモーターズ (GM) とアフトヴァースが41.6 %ずつ、欧州復興開発銀行 (EBRD) が16.8 %を出資して、トリヤッチに合弁会社「GM-アフトヴァース」 (GM-AvtoVAZ) を設立した。この合弁会社では2002年からシボレー・ニーヴァ（VAZ-2123から改名）の製造を行っている。
2008年、販売不振などにより経営危機に陥り、政府から8億6,000万USドル（以下ドル）の支援を受けて建て直しを目指す。しかし、折からの世界金融危機により再度財政難に陥り、再度18億7,000万ドルの支援が行われる予定となっている。生産体制を2ラインまで減らして経営再建を進めている。
ルノーは2008年にアフトヴァース株25 ％を10億ドルで取得した。そして、ルノー・日産連合として経営権取得に向け交渉している。トロイカは保有するアフトヴァース株21 ％を全て売却したい意向であり、現在筆頭株主のロシアン・テクノロジーズは4 ％を売却するという。
2011年10月27日、アフトヴァースはウドムルト共和国イジェフスクのイズアフト (IzhAvto) を17億ルーブルで買収した。同社は2009年9月に破産申請していた。
2011年のロシア国内でのラーダの販売台数は57万8400台であった。
2012年2月21日、日産自動車はロシア市場向けの新型アルメーラをアフトヴァースのトリヤッチ工場で製造することを発表した。
2012年4月4日、トリヤッチ工場にてロシア首相ウラジーミル・プーチンの立ち会いのもとで、ラーダ・ラルグスの生産が開始された。ダチア・ロガンMCVをベースとするラルグスはアフトヴァースとルノー・日産アライアンスとの最初の大型共同開発プロジェクトであり、トリヤッチ工場は新世代の車種の生産に対応すべく2011年から2012年にかけて設備の刷新を行った。今後、ラーダ、ルノー、日産ブランド車を年350,000台製造する計画である。
2012年5月3日、ルノー・日産は、アフトヴァースの経営権を取得することで基本合意した。ルノー・日産とロシア政府系企業で設立する合弁会社を通じ株式を取得する。ルノー・日産は合弁会社の67.13 %を保有し、合弁会社がアフトヴァース株式の74.5 %を取得する。2014年までの取得を目指す。投資額は約7億5000万ドル（約4億5000万ドルが日産、約3億ドルがルノー）になる予定である。これにより、日産の保有比率は約15 %になる。2014年6月に取得完了。
2016年4月、カルロス・ゴーンルノー会長はセルゲイ・チェメゾフロステックCEOがアフトヴァースの会長に就任することを発表した。
2022年5月、ロシアによるウクライナ侵攻を受けて、ルノーはアフトヴァースの株式約68%をロシアの国営企業である中央自動車エンジン科学研究所に売却し、ロシアから撤退することを明らかにした。なお、売却契約には6年以内にアフトヴァースの株式を買い戻す権利を盛り込んでおり、今後の情勢次第で将来のロシア国内での事業再開もあり得るとしている。また同年11月にはイタリアの銀行であるウニクレディトとルノー・日産・三菱アライアンスが合弁展開するRNバンクを買収した。

## 外国企業との提携
- ルノー・日産・三菱アライアンス - 2022年4月まで
- ゼネラルモーターズ - 2011年まで